# Chenopodium nitrariaceum
Chenopodium nitrariaceum är en amarantväxtart som först beskrevs av Ferdinand von Mueller, och fick sitt nu gällande namn av Ferdinand von Mueller och George Bentham. Chenopodium nitrariaceum ingår i släktet ogräsmållor, och familjen amarantväxter. Inga underarter finns listade i Catalogue of Life.